# Казяба, Валентина Ивановна
Валентина Ивановна Казяба, в девичестве — Дорошко (бел. Валянціна Іванаўна Казяба; 8 декабря 1927 год, село Паставичи) — звеньевая колхоза имени Сталина Стародорожского района Бобруйской области, Белорусская ССР. Герой Социалистического Труда (1951).

## Биография
Родилась в 1927 году в крестьянской семье в деревне Паставичи. Окончив пять классов с 1944 года работала счетоводом в колхозе имени Сталина Стародорожского района. С 1947 года трудилась в полеводческом звене этого же колхоза. В 1949 по 1952 года руководила звеном по выращиванию технической культуры кок-сагыз.
В 1951 году звено Валентины Дорошко собрало в среднем по 50 центнеров корней кок-сагыза с каждого гектара, что стало самым высоким показателем в Белорусской ССР. Указом Президиума Верховного Совета СССР от 3 июля 1951 года удостоена звания Героя Социалистического Труда с вручением ордена Ленина и золотой медали «Серп и Молот».
С 1972 года — бригадир овощеводческой бригады колхоза «Дружба».

## Награды
- Герой Социалистического Труда — указом Президиума Верховного Совета СССР от 3 июля 1951 года
- Орден Ленина